# Damián de la Santa
Damián de la Santa Díaz  (Yecla, 17 de agosto de 1769 - Madrid, 31 de marzo de 1835) fue un político español.  

## Biografía
Fue elegido diputado suplente en 1813, aunque no llegó a formar parte de las Cortes, más tarde con carácter interino ministro de Gracia y Justicia entre julio y agosto de 1822. Posteriormente en 1834, durante la regencia de María Cristina de Borbón-Dos Sicilias, fue procurador del Reino.